# Sofía de Sajonia-Weimar-Eisenach (1888-1913)
La princesa Sofía de Sajonia-Weimar-Eisenach (Düsseldorf, 25 de julio de 1888 - Heidelberg, 18 de septiembre de 1913) fue una princesa alemana muerta en su juventud a consecuencia de un suicidio.

## Biografía
Fue la tercera de los hijos e hijas del matrimonio formado por el príncipe Guillermo de Sajonia-Weimar-Eisenach y la princesa Gerta de Isenburgo-Büdingen (1863-1945), siendo por tanto miembro de la familia reinante en el gran ducado de Sajonia-Weimar-Eisenach. Su padre era sobrino segundo del gran duque entonces reinante, Carlos Alejandro. En su nacimiento, el matrimonio de sus padres contaba ya con dos hijos:
- Germán (1886-1964); y
- Alberto Guillermo (1886-1918)

Sofía vivió junto con su familia en la ciudad alemana de Heidelberg, frecuentando los medios aristocráticos de la ciudad, incluyendo muchos de los estudiantes de la célebre universidad de la ciudad. Le gustaba la música y practicaba deportes de invierno y la caza.
En esta ciudad conoció a un joven estudiante, el barón Hans von Bleichroederer, hijo de un acaudalado banquero de origen judío, Gerson von Bleichröder. De entre ambos jóvenes surgió una historia de amor. El padre de la princesa habría estado a favor de un matrimonio, pero el Gran Duque Guillermo Ernesto habría amenazado entonces con cortar los pagos que aseguraban su nivel de vida y el de la familia. La joven Sofía llegó a pedir en junio de 1913 a Guillermo II de Alemania, su consentimiento para contraer matrimonio morganático con Hans, pero el emperador lo rechazó. Se dice que Guillermo II declaró que se oponía menos al hecho de que el barón von Bleichroeder fuera judío que al hecho de que, en última instancia, solo era el hijo de un banquero. Aunque a Sofía le hubiera gustado casarse con el consentimiento del emperador, afirmó que, si al final no era posible, se casaría de todos modos. En el mes de agosto de ese año, Sofía realizó un viaje a Francia junto a su madre y Hans. El 11 de agosto de 1913, cuando se encontraban en Fontainebleau, el barón y Sofía tuvieron un accidente de coche en el que hirieron gravemente a una muchacha. Posteriormente regresarían a Heidelberg.
El 18 de septiembre de aquel año, Sofía se suicidó disparándose con un revólver en casa de sus padres (el Palais Weimar) en Heidelberg. Un sirviente descubrió poco después el cadáver de la princesa. Tenía una bala en la frente.
Fue el primer miembro de una familia soberana alemana en ser incinerado.
El barón Hans von Bleichröder murió en acción en la batalla de Varsovia el 1 de agosto de 1915, a los 32 años.

### Individuales
1. ↑  «Staatshandbuch für das Großherzogtum Sachsen: 1906». Staatshandbuch für das Großherzogtum Sachsen (en alemán) (Weimar): 4-5. 1906.
2. ↑  Almagro San Martín, Melchor de (23 de mayo de 1914). «Alemania romántica. Los nietos de Werther.». La Esfera (21). pp. 16-17.
3. ↑  Salens, Régine (18 de septiembre de 2013). «Sophie de Saxe-Weimar-Eisenach : 100 ans après la tragédie» (en francés).